# Пасічник Юрій Архипович
Пасічник Юрій Архипович (28 лютого 1937, Брусилів) — український науковець, професор, доктор фізико-математичних наук, викладач, Відмінник народної освіти України, фотохудожник, фотомандрівник, член НСФХУ.

## Біографія
Народився 28 лютого (у паспорті 1 березня) 1937 р., в м. Брусилів, Житомирської обл. у сім'ї вчительки. 
Закінчив Брусилівську середню школу у 1954 р.  Трудовий шлях почав учнем токаря, а потім працював токарем у Брусилівській МТС. У 1955 р. поступив на фізико-математичний факультет Київського Державного педагогічного інституту ім. М. Горького, який закінчив з відзнакою по спеціальності «фізика і основи виробництва» у 1960 р. 
1961 року розпочав працювати в інститут напівпровідників АН України (ІНАН України), де успішно закінчив аспірантуру (1970 р. — кандидат фізико-математичних наук, 1984 р. — доктор фізико-математичних наук) і до 1986 р. працював на посадах старшого інженера, молодшого, старшого і провідного наукового співробітника. За час роботи в ІНАН України захистив дисертації. Брусилівщина в іменах. Юрій Пасічник
З 1986 року працював у НПУ ім. М. П. Драгоманова завідувачем кафедри загальної фізики. НПУ імені Драгоманова. У 1992 р. отримав звання професора, а у 2012 р. вийшов на наукову пенсію.

## Наукова діяльність
Проблемна наукова група «Оптики поверхні напівпровідників», якою керував професор Юрій Пасічник, працювала у новому науково-технічному напрямі в галузі поверхневої оптики, коли вивчалась взаємодія інфрачервоного випромінювання з поверхневими і хвилевідними поляритонами твердотільних структур. 
Наукові досягнення Юрія Пасічника полягали у передбаченні і дослідженні хвилевидних фононних і плазмон-фононних поляритонів в напівпровідникових системах з просторовою неоднорідністю діелектричної проникності в приповерхневому шарі. Аномальне поглинання випромінювання мікродомішками металів на поверхні напівпровідників і його пояснення взаємодією з плазмовими подляритонами . 
Матеріали досліджень групи узагальнені у вигляді монографії «Спектроскопія залишкових променів» у 2001 р. Ці методи захищені авторськими свідоцтвами на винаходи та патентами.. Всього Пасічник Ю. А. має 16 авторських свідоцтв на винаходи та патентів. 
Захистом Юрієм Пасічником докторської дисертації у 1984 р. започаткований новий науковий напрям, розвиток якого продовжений його учнями докторами фізико-математичних наук  Е. Ф. Венгером (захист у 1990р), Остапом Гецком (1995р),  Олександром Мельничуком  (2001р). Успішно працюють доктори фізико-математичних наук А. В. Гончаренко,  К. В. Шпортько. У цих науковців Юрій Пасічник був реальним науковим керівником або консультантом роботи.

## Громадська діяльність
Професор Юрій Пасічник був замісником голови, а також членом спеціалізованої Вченої ради по захисту докторських і кандидатських дисертацій в НПУ ім. М. Драгоманова.  У квітні 2003 р. був головою експертної комісії Міністерства освіти і науки України по акредитаційній експертизі ряду спеціальностей Бердянського державного педагогічного університету і членом експертної комісії (лютий 2003 р.) по акредитації Харківського державного педагогічного університету.
Юрій Пасічник — член Національної спілки фотохудожників України. Займається фотографією з 1950 року. Його світлини друкувалися в журналі «Україна», газетах «Вечірній Київ», «За педагогічні кадри», «Урядовий кур'єр» та ін. Будучи затятим туристом, фотографував в багатьох екзотичних куточках колишнього СРСР і України. Видав книгу «Тюмень 1968».
2007 р.у Київському будинку вчених відбулась авторська виставка Ю. Пасічника «Барви життя і уяви». 2016 р. він виборов срібну медаль за роботу «Тянь-Шань» на виставці Першого відкритого національного конкурсу «Фотонатюрморт 2016». Тоді ж став переможцем (2-га премія) Першої міжнародної культурно-мистецької акції «Українська фотокнига 2016» за електронну книгу «У Брусилові 1950-х».

## Нагороди
Нагороджений медаллю «В пам'ять 1500-річчя Києва» (1982), знаком «Відмінник народної освіти України» (2000), медаллю «Ветеран праці» (1990), Почесною грамотою Міністерства освіти і науки України (2007). У 1987 р. отримав знак «Винахідник СРСР». 2009 р. нагороджений нагрудним знаком «За наукові досягнення»  наказом МОН України.

## Перелік наукових праць
- Пасечник Ю. А. Поверхностные поляритоны в карбиде кремния. В кн.: Проблемы физики поверхности полупроводников, глава 8. К.: Наукова думка, 1981.
- Пасечник Ю. А. Взаимодействие инфракрасного излучения с поверхностью и границами раздела пространственно-неоднородных полупроводниковых структур. Автореферат диссертации на соискание учёной степени доктора физ.-мат. н. Киев, 1983, ИП АН УССР.
- Пасічник Ю. А., Дмитренко П. В. Дистанційна освіта. Бібліотека працівника освіти. Київ, 1999. 24 с.
- Пасічник Ю. А., Венгер Є. Ф., Мельничук О. В. «Спектроскопія залишкових променів» К.: Наукова думка, 2000 р.[5]
- Пасічник Ю. А., Заболотний В. Ф., Мисліцька Н. А."Фізичні величини. Закони" розділ «Механіка». Навч.посібник. — Тернопіль: Навчальна книга — Богдан, — 2006.
- Пасічник Ю. А., Венгер Є. Ф. Історія фізико-математичного факультету Імператорського університету Святого Володимира (1834—1934). К. Деснянська правда. 2011.[11]